# 시부야계
시부야계(渋谷系 시부야케이[*])는 팝 뮤직과 미학이 절충된 형태로 1990년 중반에서 후반까지 큰 인기를 끌었던 장르이다. 도쿄의 지역구 시부야에서 팔리는 것으로
나타나는 이 장르의 아티스트들은 키치, 퓨전과 아티피스에 기반한 이전의 장르에서 영감을 받은 잘라 붙여넣기 되는 스타일에서 영향을 받았다. 이 장르는 1960년대 문화와 서양 팝 뮤직, 그 중에서도 특히 버트 바카라, 브라이언 윌슨, 필 스펙터, 가수 세르주 갱스부르의 오케스트라 음악에 강한 영향을 받았다.
다른 일본 음악계와 달리, 이 장르의 청객들은 필연적으로 아니메 팬덤이 된 것이 아닌 인디 팝 열광자가 되었다. 이는 부분적으로 미국의 마타도어 레코드와 그랜드 로열 레코드와 같은 메이저 인디 레이블들에게 영향을 받았기 때문이다. 오자와 켄지와 오야마다 케이고로 구성된 듀오 밴드 플리퍼스 기타는 이 장르의 기반을 다지고 시부야계 모든 밴드에 영향을 끼쳤으며, 시부야계의 가장 두드러진 밴드인 피치카토 파이브는 메인스트림 J-POP에 재즈, 소울, 라운지를 혼합하였다. 시부야계는 1990년대 후반에 정점을 찍은 후 시부야계의 주요 음악가들이 다른 음악 스타일로 전향하면서 쇠퇴하였다.

## 개요
지금까지 유행했던 밴드 등의 흐름과는 다른, 1980년대의 뉴웨이브나 1960년대, 1970년대의 팝등의 서양음악을 중심으로 폭넓은 장르를 소화하는 도시지향적 음악 계열이다. 다만, 시부야계 뮤지션들은 자신들이 시부야계로 분류되는 것을 반기지 않는 모습을 보이기도 했다.
그들의 CD쟈켓 디자인이나 패션은, 1960년대, 70년대의 디자인을 다시 해석한 참신한 것이며, 음악 팬층에게 강한 영향을 미쳤다.
1990년대 아이돌 음악이나 엔카등 전형적인 일본 음악에 반기를 든 젊은 뮤지션들이 서구의 클럽음악인 일렉트로닉 계열이나 프렌치팝 등을 차용하여 만들기 시작하였다. 시부야케이 음악은 일렉트로닉 음악을 골격으로 보사노바, 힙합 등 갖가지 장르가 혼합된 형태를 다룬다.

## 관련 뮤지션
- 피쉬만즈
- 피치카토 파이브
  - 고니시 야스하루
- 판타스틱 플라스틱 머신
- 캡슐
  - 나카타 야스타카
    - COLTEMONIKHA
    - Perfume

  - 고시지마 도시코
- FreeTEMPO
- DJ KAWASAKI
- DJ Okawari
- Daishi Dance
- 800 Cherries
- Buffalo Daughter
- 세씨
- 씨보 마토
- 차피
- Chocolat
- Copter4016882
- 코넬리우스
- Cubismo Grafico
- Cymbals
- Dahlia
- 플리퍼스 기타
- Gulliver
- Hazel Nuts Chocolate
- Hi-Posi
- Hideki Kaji
- Kahimi Karie
- Kiiiiiii
- Kirinji
- Macdonald Duck Eclair
- m-flo
- Misswonda
- Nagisa Cosmetic
- 마키 노미야
- 카리야 노모토
- 오자와 겐지
- 오리지널 러브 (다지마 다카오)
- P&ART SASANOOOHA
- 패리스 매치
- Pine*AM
- Plus-Tech Squeeze Box
- 시이나 켄스케
- 사운드 호라이즌
- 스트로베리 머신
- 미네카와 다카코
- 오에 다쓰야 (캡틴 펑크)
- Towa Tei
- 타코반장
- 오노 요코
- 스나하라 요시노리
- 유카리 프레시
- 일어나는붉은신

## 기타
지금은 정통파 록 밴드로 자리를 굳힌 Mr.Children, 스피츠, 우르후르즈 등도 처음에는 시부야계로 분류되는 일도 많았다. 90년대의 밴드들은 '~계(예. 이카텐계. 비잉계, 비주얼계)' 등으로 불리는 것이 당연했기 때문에, 이들에게도 그런 호칭이 필요했기 때문이다.

## 같이 보기
- 아키바계